# Велике місто (фільм, 1928)
«Велике місто» (англ. The Big City) — американський детективний фільм Тода Броунінга 1928 року. Фільм тепер втратив фільм. Останнім відомим друку фільму були відправлені до Австралії в кінці 1950-х. Фільм був повернутий MGM і поміщений у своїх сейфах, де він загиблих в тому ж сховище вогню, який також претендував Лондон після півночі в 1967 році.

## У ролях
- Лон Чейні — Чак Коллінз
- Марселін Дей — Сансін
- Бетті Компсон — Гелен
- Меттью Бетц — Ред
- Джон Джордж — араб
- Вірджинія Пірсон — Теннессі
- Волтер Персівал — Гроган
- Лью Шорт — О'Хара
- Едді Стургіс — Блінкі